# حارة حجال (صنعاء)
حجال هي إحدى حارات حي القابل بمدينة الروضة شمال العاصمة اليمنية "صنعاء"، بلغ تعداد سكانها 789 نسمة حسب تعداد اليمن لعام 2004.